# شیطون بلا
شیطون بلا فیلمی به کارگردانی و نویسندگی نظام فاطمی محصول سال ۱۳۴۴ است.

## خلاصه داستان
خواهر و برادری که در تئاتر برنامه اجرا می‌کنند، به جهت اختلافی که با مدیر دارند، بیکار می‌شوند. آن دو در جریان حادثه‌ای پول مردی را از چنگ چند کلاهبردار درآورده و تحویل صاحبش می‌دهند. مرد ثروتمند که به دختر توجه پیدا کرده او را برای پسرش از برادر خواستگاری می‌کند. پس از ماجراهایی وقتی دختر از عشق پسر ثروتمند به خود اطمینان حاصل می‌کند، حاضر به ازدواج با او می‌شود.

## بازیگران
- همایون
- گوگوش
- جواد تقدسی
- عزت‌الله مقبلی
- دلیله نمازی
- حسن شاهین
- اشرف کاشانی
- غیاث (بازیگر)
- فرهاد محبت
- صابر آتشین
- احمد رحیمی
- تقی تقدسی
- ببراز (بازیگر)
- داریوش طلایی